# Kuplerstwo
Kuplerstwo – zachowanie polegające na ułatwianiu innej osobie uprawiania prostytucji. Najczęściej przybiera formę udostępnienia lokalu, ułatwianie kontaktu klientów z prostytutkami (doprowadzanie, wskazywanie adresu). W Polsce kuplerstwo stanowi przestępstwo, o ile jest dokonywane w celu osiągnięcia korzyści majątkowej. Przestępstwo kuplerstwa określone jest w art. 204 § 1, a także § 3 Kodeksu karnego i zagrożone karą pozbawienia wolności do 3 lat  (lub karą pozbawienia wolności od roku do 10 lat, jeśli osoba prostytuująca się jest małoletnia lub zostaje uprowadzona za granicę). Kuplerstwo łączy się z sutenerstwem (czerpaniem korzyści majątkowych z cudzej prostytucji) – art. 204 § 2 w zw. z § 1. Kuplerstwem często w języku potocznym błędnie nazywa się stręczycielstwo (i na odwrót).